# 인도-태평양 전략

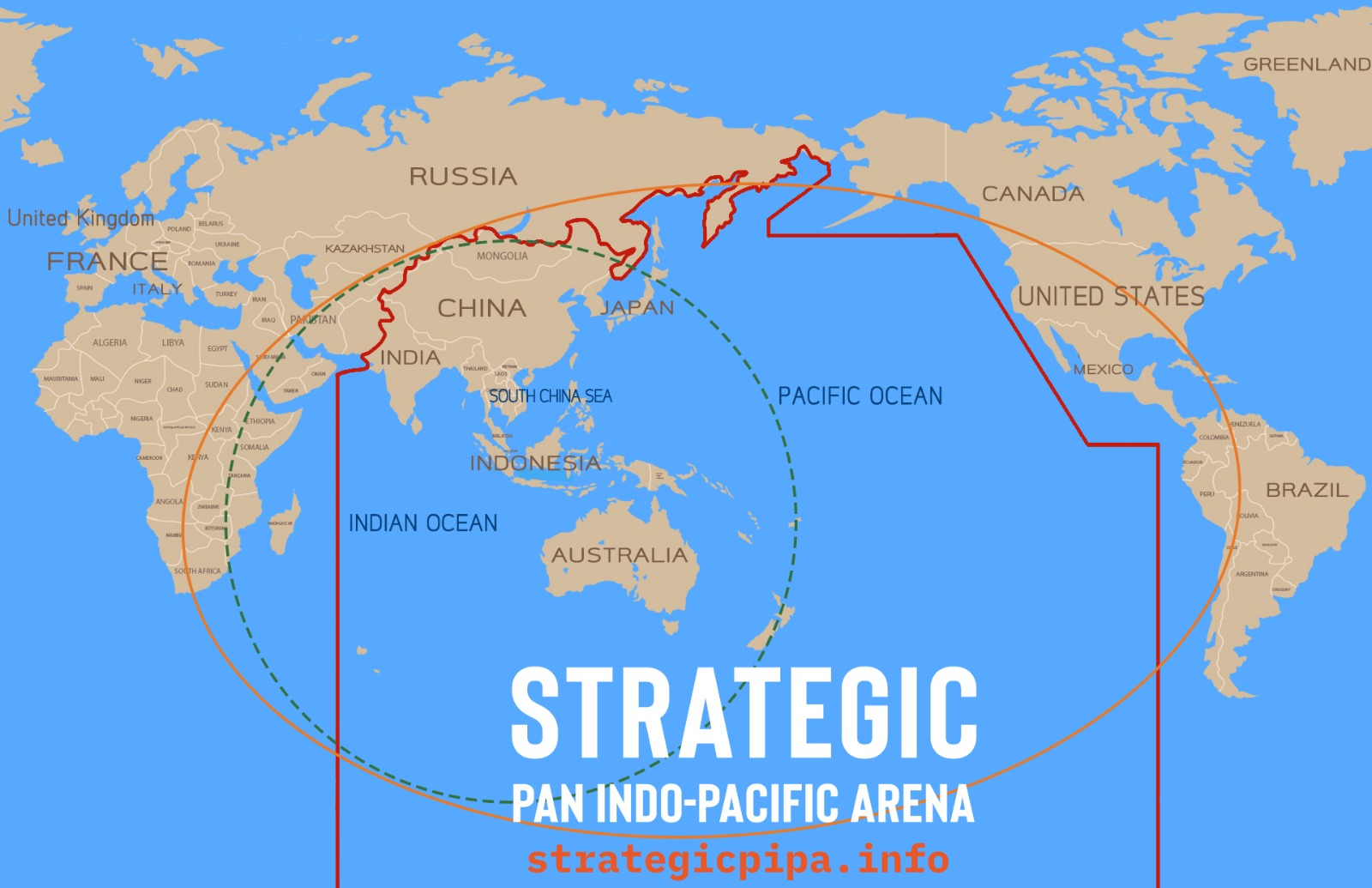
인도-태평양 전략

인도-태평양전략(Indo-Pacific Strategy) 또는 인태전략은 미국, 인도를 비롯해 태평양 주변 국가를 잇는 거대한 연합으로 안보 확보를 주요 목적으로 삼고 있는 전략이다. 
이러한 인도-태평양 전략에는 QUAD(Quardrilateral Security Dialogue), AUKUS, IPEF 세가지의 협력체가 존재하고 있다.
쿼드는 미국, 인도, 호주, 일본이 속해 있으며, 국가 안보를 주제로 가지는 정기적 정상 회담으로 인태전략에서 가장 주체적으로 활약하고 있는 협력체이다. 오커스는 인도-태평양 지역의 평화와 안정 유지를 위해 결성한 군사 기술 동맹이며, 미국,영국, 호주가 속해있고 인도태평양 경제 프레임워크는 인도-태평양지역 국가들이 가입한 공급망 관련 협정이다.

## 배경

### 가) 인도-태평양 지역의 전략적 중요성

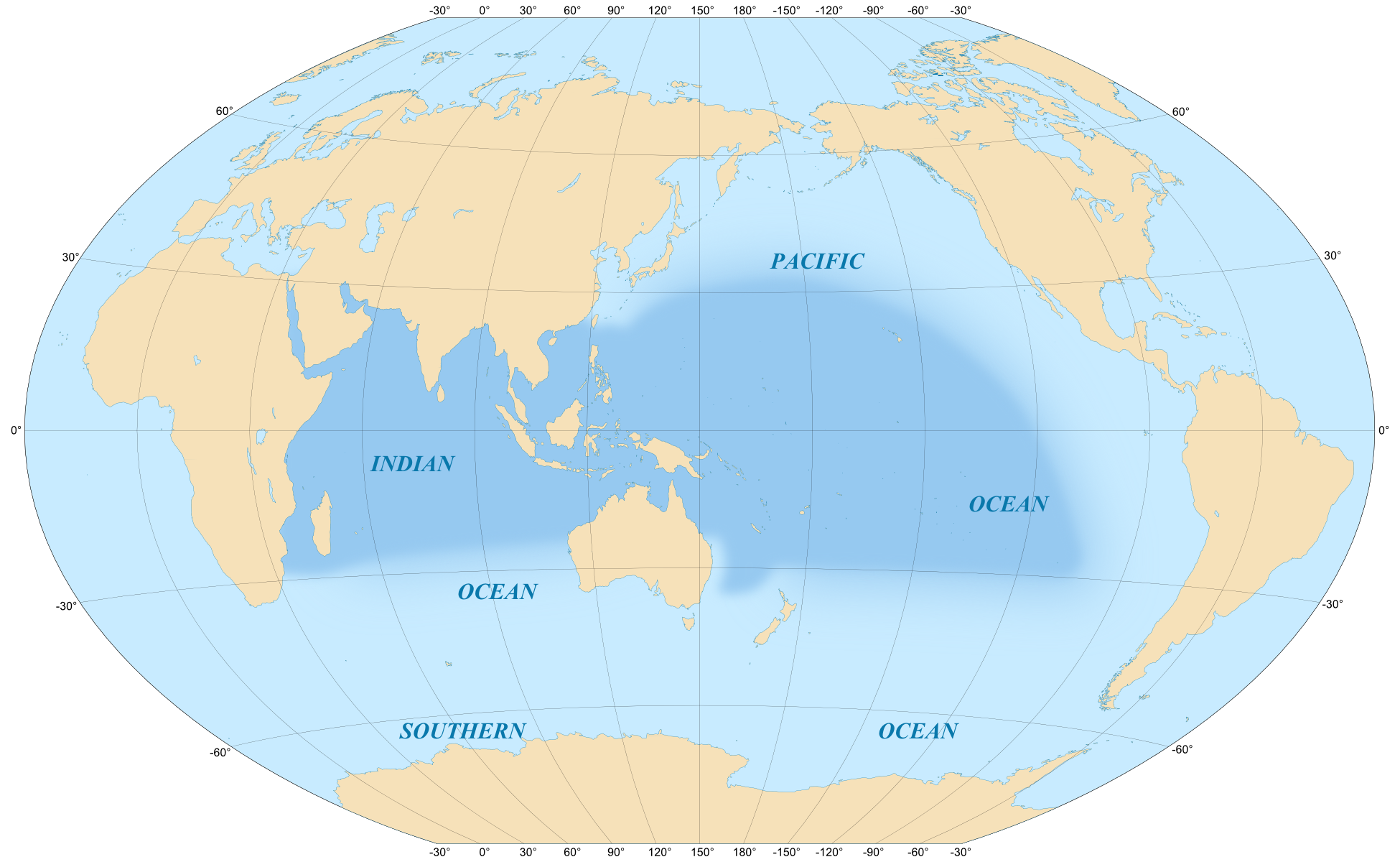
인도-태평양의 생물지리학적 지역

현재 지리적으로 인도양과 인접한 국가의 수는 총 48개국(아랍 11개국, 남아시아 7개국, 아프리카 18개국 등 포함)이며, 그 인구는 전 세계의 39%에 해당하 는 약 26억명이나 된다. 뿐만 아니라 이들 국가는 전 세계 석유의 62%, 천연가 스의 48%를 차지하고 있을 정도로 세계 에너지 자원 개발에서 핵심적인 중요성 을 갖는다. 여기서 생산되는 석유, 천연가스는 인도양에 위치하는 다음 3개의 해협을 통해 세계 각국으로 수송된다. 첫째, 페르시아만의 호르무즈 해협으로 전 세계 석유 생산량의 40%를 수송하고 있다. 둘째, 홍해를 통해 아랍과 아프리카를 연결하는 바브엘만데브 해협으로 매년 3,000척 이상의 화물선, 유조 선이 유럽, 미국 등지로 항해하는 데 사용된다. 그리고 셋째, 남중국해를 통해 동아시아, 서태평양으로 연결되는 말라카 해협이다. 그 결과 인도양에서의 전략적인 안정, 균형 여부는 세계 각국이 바다를 통한 무역, 에너지 자원의 공급을 원활히 보장받는 데 단연 필수적인 조건이라고 해 도 과언이 아닐 것이다. 이는 한국과 중국, 일본, 동남아시아 제국(諸國)을 비롯 한 동아시아 국가들도 예외가 아니다. 오늘날 남중국해가 한반도, 대만해협 등 과 함께 동아시아 지역의 첨예한 지정학적 경쟁 공간으로 부각되고 있는 것도 인도양이 차지하는 전략적인 중요성이 지리적으로 연장된 결과이며, 인도양과 의 관계를 빼놓고는 결코 생각할 수 없는 일이다.

중국의 일대일로 전략

### 나) 미중의 갈등(중국의 전략: 장기 지구전)
한국 군사문제 연구원 안보전략실장 김열수 박사에 따르면, 중국의 전략은 다음과 같다.

#### 1. 신형대국 관계 희망
시진핑 주석은 오바마 대통령과의 회담에서 신형대국 관계를 주장하며, 신형대국 관계는 불충돌-불대항, 상호존중, 합작공영(win-win cooperation)의 관계이다. 여기서 상호존중은 결국 핵심이익과 중대 관심사에 대한 상호 존중을 의미하는데 핵심이익이란 정치체제/정치적 안정(공산당 지배체제, 사회제도), 주권/영토보존 및 통일(대만, 티벳, 중국해), 지속가능한 발전(무역, 안전한 환경) 등 크게 3분야이며, 미국은 이에 동의할 수 있는 것이 아니었다.

#### 2. 경제: 중국제조 2025
정보기술, 우주항공, 해양공학, 선박철도교총, 신에너지, 로봇, 전력설비, 바이오의약, 농업기계설비, 신소재 등 10개 제조 분야에서 선두 국가로 진입 의지

#### 3. 안보: 반접근/거부(A2/AD)전략
태평양 방향으로는 도련선 전략(Chain of Islands), 인도양 방향으로는 진주 목걸이 전략(String of Pears)

#### 4. 중국의 '일대일로' 전략
중국 정부는 시진핑 국가주석의 강력한 의지가 반영된 중화민족의 위대한 중흥이라 는 중국의 꿈을 실현시키기 위한 발걸음으로 2013년부터 일대일로 전략을 시작했다. 일대일로는 21세기 육·해상 실크로드로 불리는데, 그 중 ‘일대(One Belt)’는 중국에서 중 앙아시아를 지나 유럽으로 연결하려는 육상 기반의 실크로드 경제벨트이며 ‘일로(One Road)’는 동남 및 서남아시아에서부터 중동과 아프리카를 지나 유럽까지 이어지는 해상 기반의 실크로드이다. 즉, 일대일로 전략은 중국을 기점으로 육상 및 해상의 실크로 드를 연결함으로써 중국이 경제·외교·안보 측면에서 세계에 우뚝 서고자 하는 중국의 꿈을 실현하기 위한 국가 주도의 중·장기 전략이다. 중국이 일대일로 전략을 추진하는 과정에서 대내적으로는 국내 경제성장의 안정적인 지속성을 확보하고, 대외적으로는 점 차적으로 국가의 영향력을 확대하고자 하는 것이다. 이를 다르게 해석해보면 중국이 겪는 국내의 제반 문제를 국제 문제 수준으로 확대해서 풀어내고자 하는 속내가 숨겨있다 고 볼 수 있다.

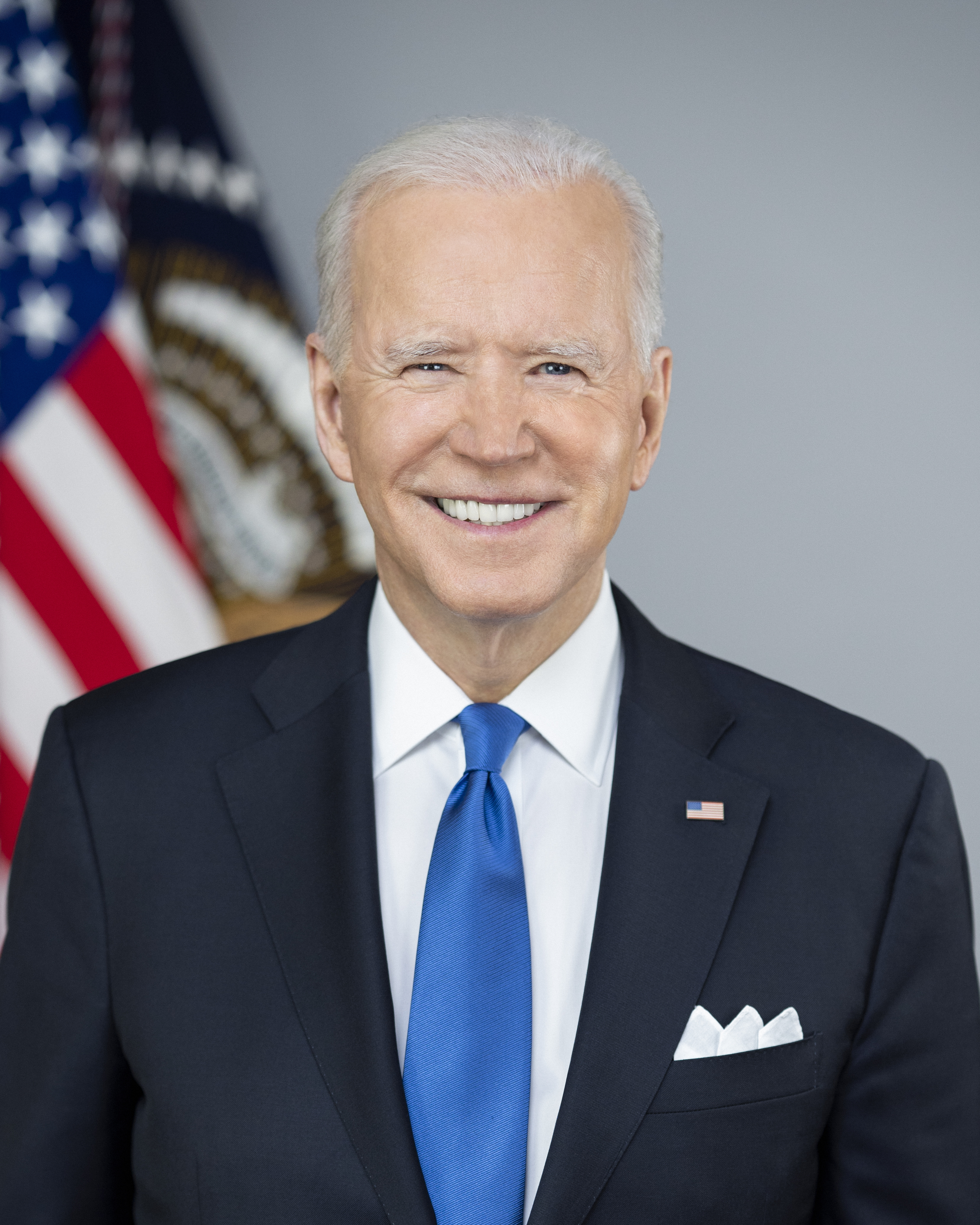
조 바이든, 제 46대 미합중국 대통령

## 미국의 인도-태평양 전략
“우리는 개방되고 연결되어 있으며 번영하고 회복력 있으며 안전한 인도 태평양 지역을 꿈꿉니다. 우리는 여러분 모두와 이 목표를 달성하기 위해 함께 협력할 준비가 되어 있습니다.”
조 바이든 대통령
동아시아 정상회의
2021년 10월 27일
바이든-해리스 행정부는 미국의 리더십을 회복하고 미국의 역할을 21세기에 적합하게 조정해 나가는데 있어 역사적인 진전을 이루어 왔다. 지난해 미국은 미국의 오랜 동맹을 현대화했으며 새로운 파트너십을 강화하고 이들간 혁신적 연결 고리를 형성하여 중국과의 경쟁부터 기후변화, 팬데믹에 이르는 시급한 문제를 해결하고자 했다. 같은 기간 전세계 동맹과 파트너들은 인도 태평양 지역에 대한 관여를 더욱 강화했으며 미국도 그렇게 해야 한다는 광범위하고 초당적인 합의가 미국 의회에서 이루어졌다. 인도 태평양 지역에 대한 헌신이 지역과 정당을 넘어 공통적으로 발견된다는 점은 이 지역이 전세계에서 가장 역동적인 곳이며 이곳의 미래가 전세계 모든 이들에게 영향을 끼친다는 부인할 수 없는 현실을 반영한 것이다.
이 현실이 미국의 인도 태평양 전략의 근간이다. 본 전략은 인도 태평양 지역 내 미국의 기반을 더욱 단단히 하고 그 과정에서 이 지역을 강화하고자 하는 바이든 대통령의 비전을 보여준다. 본 전략의 핵심은 인도 태평양과 그 외 지역에서 동맹, 파트너, 기관들과 창의적이고 지속적인 협력을 하는 것이다.

### 가) 미국 인도 태평양 전략 보고서
미 백악관에서 발표한 인도 태평양 전략 보고서의 내용은 다음과 같다.

#### 1. 소개

##### 가. 자유로운 인도 태평양을 위한 비전과 원칙
인도-태평양 전략의 비전은 모든 국가들이 자국의 이익을 보호할 수 있고 국제시장에서의 공정한 경쟁이 가능한, 현존하는 국제 및 지역의 질서를 유지하는 것이다. 인도-태평양 전략의 원칙은 (1) 모든 국가들의 주권과 독립 존중; (2) 분쟁의 평화적 해결; (3) 공개적인 투자, 투명한 합의, 연계성(connectivity)에 기반한 자유롭고 공정하고 호혜적인 무역, (4) 항행의 자유와 같은 국제적 규칙과 규범 준수, 이렇게 크게 네 가지이다. 이를 실현하기 위해서는 다양한 외교정책의 추진, 거버넌스 능력의 향상, 경제협력 및 상업의 활성화, 그리고 군사 협력 등 다방면에서의 노력이 필요하다.

#### 2. 인도 태평양의 자유와 개방 확대
우리의 중요한 이해관계와 가장 가까운 파트너들의 이해관계는 자유롭고 개방된 인도-태평양을 요구한다. 인도-태평양은 정부가 국제법에 따라 주권적 선택을 할 수 있는 곳이며 바다, 하늘 및 기타 공유 영역이 합법적으로 통치되는 곳이다. 그러므로 우리의 전략은 국가 내에서 내성을 구축하는 것으로 시작한다. 미국에서처럼 지역에서는 개방적인 사회를 지원하고 인도-태평양 정부가 강제로부터 독립적인 정치적 선택을 할 수 있도록 노력할 것이다. 이를 위해 민주주의 기관, 자유 언론 및 생동적인 시민 사회에 투자한다. 미국은 정보 및 표현의 자유를 강화하고 조사 저널리즘을 지원하며 미디어 교육과 다양하고 독립적인 미디어를 촉진하고 정보 조작으로부터의 위협에 대응하기 위해 협력을 강화할 것이다. 또한, 부패 대응을 위한 미국 최초의 대응 전략에 따라 인도-태평양에서 재정 투명성을 향상시켜 부패를 드러내고 개혁을 촉진할 것이다. 외교적 참여, 외국원조 및 지역기구와의 협력을 통해 미국은 민주주의 기관, 법치, 책임있는 민주주의 통치를 강화하는 파트너가 될 것이며 경제적 강압에 대항하기 위해 파트너들과 협력할 것이다.
개별 국가의 경계를 넘어 미국은 또한 유사한 생각을 가진 파트너들과 긴밀히 협력하여 지역이 계속해서 개방되고 접근 가능하며 지역의 바다와 하늘이 국제법에 따라 통치되고 사용되는지를 보장할 것이다. 특히 남중국해 및 동중국해를 포함한 해양 영역에 규칙 기반 접근을 지원할 것이다.
또한 파트너들과 함께 중요한 신생 기술, 인터넷 및 사이버 공간에 대한 공통된 접근 방식을 전진시킬 것이다. 우리는 개방적이고 상호 운용 가능하며 안정적이고 안전한 인터넷을 지원하고 국제 표준 기관의 무결성을 유지하고 합의 기반 및 가치 조화 기술 표준을 촉진하기 위해 파트너들과 협력할 것이다. 우리는 혁신적인 협력을 위해 연구자들의 이동을 촉진하고 과학 데이터에 대한 공개 접근을 도모하며 사이버 공간에서의 책임 있는 행동 및 관련된 규범을 실현하기 위해 노력할 것이다.

#### 3. 지역 내외의 연결고리 형성
자유롭고 개방된 인도-태평양은 우리가 새로운 시대에 대비하기 위해 집단적인 능력을 갖추는 것에 의해만 가능하다. 공동 행동은 이제 전략적 필수이다. 미국과 우리 파트너가 함께 구축한 동맹, 기관 및 규칙은 필요에 따라 조정되어야 하며 필요한 경우 함께 업데이트되어야 한다. 이를 위해 강력하고 상호 보강되는 연대의 능력 구축을 통해 추진할 것이다.
이러한 노력은 가장 가까운 동맹 및 파트너쉽에서 시작되며 혁신적인 방식으로 갱신되고 있다. 호주, 일본, 대한민국, 필리핀, 태국과의 다섯 개 지역 조약 동맹을 깊이하고, 인도, 인도네시아, 말레이시아, 몽골, 뉴질랜드, 싱가포르, 대만, 베트남 및 태평양 섬나라를 포함한 주요 지역 파트너와의 관계를 강화하고 있다. 미국은 또한 일본과 대한민국을 중심으로 다른 동맹 간의 연결을 독려할 것이다. 우리는 지역적인 리더십 역할을 맡기 위해 동맹과 파트너를 지원하고, Quad를 통한 협력을 통해 현대의 중요한 문제에 대응하기 위해 우리의 힘을 결집할 것이다. 특히 세계보건, 기후 변화, 중요하고 신흥 기술, 인프라, 사이버, 교육 및 청정 에너지에 대한 Quad의 협력을 강화할 것이다.
우리 미국은 동남아에서 주도적인 아세안을 환영한다. 우리는 아세안의 중심성을 지지하고 지역의 고요한 문제에 대한 지속 가능한 해결책을 제공하기 위해 아세안과의 협력을 강화할 것이다. 이를 위해 우리는 건강, 기후 및 환경, 에너지, 교통, 그리고 성 평등과 평등에 대한 새로운 고위급 협력을 개시할 것이며, 아세안과의 관계를 깊이 있게 협력하면서 Quad가 아세안과 협력할 기회를 모색할 것이다. 남아시아 파트너와 아세안 간의 밀접한 연결을 지원할 것이며, 남아시아 파트너와의 협력은 인도적 지원 및 재난 구호, 해양 안보, 물 부족, 그리고 팬데믹 대응을 위한 메커니즘 구축에 중점을 둘 것이다. 태평양 섬나라들과의 동반성을 높이기 위해 우리는 이 의지를 공유하는 다른 파트너들과 긴밀하게 협력하며, 동남아와 태평양 제도에서 외교적으로 참여할 것이다. 우리는 태평양에서의 미국의 역할의 기반이 되는 Compact of Free Association에 대한 협상을 우선시할 것이다.
지역 외의 동맹 및 파트너들도 이제 인도-태평양에 대한 새로운 관심을 기울이고 있다. 특히 EU와 NATO 등이 그렇다. 우리는 이 기회를 활용하여 우리의 접근 방식을 조화롭게 조율하고 효과를 배가시킬 것이며, 특히 디지털 영역을 중심으로 지역 간 연결성을 촉진하고 해양 공간을 포함한 국제법을 유지할 것이다. 이 과정에서 우리는 인도-태평양과 유럽-대서양, 그리고 더 나아가 다른 지역 간의 다리를 놓아내기 위해 공동의 안건을 주도할 것이다. 또한 유엔에서의 긴밀한 협조를 통해 공동의 비전을 전진시킬 것이다.
우리의 동맹은 우리 정부뿐만 아니라 우리 사람들을 이어주는 연결고리이다. 미국은 인도-태평양 지역에서 교육의 선두적인 국제 제공국으로, 미국에서 공부하는 국제 학생 중 거의 68%가 이 지역 출신이다. 이는 우리 두 나라의 차세대 역동성을 촉진하는 유대를 형성한다. 우리는 청년 리더십, 교육 및 직업 교환, 그리고 YSEALI(Yong Southeast Asian Leaders Initiative)를 통한 영어 교육 프로그램을 다시 활성화할 것이다. 동시에 과학 및 기술 분야에서의 혁신적인 공동 연구를 위한 새로운 파트너십을 촉진하며, 호주, 일본, 인도, 미국 학생들의 대학원 과정을 지원하는 Quad Fellowship를 통해 STEM 분야에서의 새로운 파트너십을 진행할 것이다. 그리고 이러한 프로그램을 통해 우리는 사람 간 연결의 다음 세대에 투자할 것이다.

#### 4. 인도 태평양의 번영 이끌기
미국의 일상 시민들의 번영은 인도-태평양과 연결되어 있다. 이 순간을 위해 우리는 혁신적인 새로운 경제 프레임워크를 제안할 것이다. 이러한 노력은 강력한 경제 통합의 기초 위에 구축되어 있다. 2020년에는 미국과 인도-태평양 지역 간의 양방향 무역이 1조 7,500억 달러에 달하며, 이로써 인도-태평양에서 5백만 개 이상의 일자리가 지원되었다. 미국에서의 외국 직접 투자는 2020년에 9690억 달러 이상으로 기록되어 지난 10년 동안 거의 두 배로 증가했다. 미국은 아세안 회원국에서 가장 큰 투자 파트너로 남아 있으며, 동시에 지역 성장을 촉진한다.
코로나19 팬데믹은 광범위한 경제 성장을 촉진하는 복원이 필요하다는 점을 명확하게 보여 주었다. 이는 혁신을 촉진하고 경제적 경쟁력을 강화하며 좋은 일자리를 창출하고 공급망을 재건하며 중산층 가족을 위한 경제 기회를 확장하기 위한 투자를 의미한다. 이십일세기를 위한 다자간 제휴인 인도-태평양 경제 프레임워크를 제안할 것이다. 이 경제 프레임워크는 우리의 경제가 빠른 기술적 변형, 특히 디지털 경제,에 적응하고 오는 에너지 및 기후 전환에 대비할 수 있도록 돕는다. 미국은 파트너들과 협력하여 태평양 양쪽의 시민들이 이러한 역사적인 경제적 변화의 혜택을 누리도록 하면서 통합을 깊이감 있게 할 것이다. 우리는 노동 및 환경 기준을 충족하는 새로운 무역 접근 방식을 개발하고, 디지털 경제 및 국경을 넘나드는 데이터 흐름을 개방 원칙에 따라 관리할 것이다. 또한 다양하고 개방적이며 예측 가능한 강건하고 안전한 공급망을 촉진하기 위해 파트너들과 협력하고 장벽을 제거하며 투명성과 정보 공유를 개선할 것이다. 우리는 탄소 중립과 깨끗한 에너지에 대한 공동 투자를 진행하고, 2023년 호스트 연도인 아시아태평양경제협력(APEC)에서 자유롭고 공정하며 개방적인 무역과 투자를 촉진할 것이다.
또한 인도-태평양 파트너들이 지역의 인프라 격차를 줄이도록 도울 약속을 다짐한다. G7 파트너와의 Build Back Better World 이니셔티브를 통해 우리는 이 지역의 신흥 경제에 성장과 번영을 가능케 할 고수준 인프라를 제공할 것이다. 이 과정에서 글로벌 전파 통신의 견고하고 안전한 기반을 촉진하며, 특히 5G 공급업체 다양성과 Open Radio Access Network (O-RAN) 기술에 중점을 둘 것이다. 또한 21세기 경제 활동을 지배하는 규칙을 제정하는 지역 경제 파트너들과 어깨를 나란히 할 것이다. 우리는 모두에게 이 경제적인 전환을 공동의 기회로 삼을 것이다.

#### 5. 인도 태평양 지역의 안보 강화
미국은 75년 동안 지역 평화, 안전, 안정 및 번영을 지원하기 위해 강력하고 일관된 방어 존재를 유지해 왔다. 미국은 21세기에도 굳건한 지역 동맹국이자 그러하리라는 입장을 유지할 것이다. 오늘날 우리는 그 역할을 확장하고 현대화하고 있다. 미국은 우리의 이익을 보호하고 도전에 대항하며 아국과 동맹국에 대한 압박을 누르는 능력을 강화하고 있다.
통합된 위협 방지가 우리의 접근의 중요한 기반이다. 미국은 자국과 동맹국과 함께 미국이 어떤 형태나 도메인에서도 공격을 방지하거나 물리칠 수 있도록 전투 도메인과 충돌 스펙트럼 전반에 걸친 노력을 더욱 강력히 통합할 것이다. 우리는 영토의 경계를 변경하거나 주권 국가의 해상 권리를 약화시키려는 시도와 같이 위협 방지 및 압박에 맞설 수 있는 노력을 촉진할 것이다.
우리는 신속히 변화하는 위협 환경에서 미 군이 작전할 수 있도록 혁신에 중점을 둘 것이다. 이는 우주, 사이버 공간 및 중요 및 신흥 기술 분야를 포함한 환경에서 운영할 수 있도록 새로운 운용 개념을 개발하고, 더 견고한 지휘 및 통제를 구축하며, 공동 훈련 및 작전의 범위와 복잡성을 높이며, 아국과 동맹국과 더 유연하게 협력할 수 있는 다양한 물적 위치 기회를 추구하는 등 다양한 노력을 펼칠 것이다.
우리의 보다 광범위한 전략적 접근에 일관되게 따라 우리는 가장 큰 비대칭적 강점인 우리의 안보 동맹과 협력망을 우선시할 것이다. 미국은 지역 전체에서 아국과 동맹국과 협력하여 상호 운용성을 깊이화하고 첨단 전투 능력을 개발하고 배치하여 그들이 시민과 주권적 이익을 방어하는 데 지원할 것이다. 우리는 호주, 일본, 대한민국, 필리핀 및 태국과의 조약 동맹을 현대화하고 강화하며, 인도와의 주요 국방 동맹을 꾸준히 발전시키고 그것이 네트 안의 안보 공급자 역할을 지원하며, 남아시아 및 동남아시아 및 태평양 제도 내의 동맹과 협력 파트너의 국방 능력을 강화할 것이다. 우리는 또한 대만 해협에서 평화와 안정을 유지하기 위해 지역 내외의 파트너와 협력할 것이며, 대만이 평화적으로 그 미래를 대만 국민의 희망과 이익에 따라 결정할 수 있는 환경을 보장하기 위해 대만의 자위 능력을 지원할 것이다. 이 과정에서 우리의 접근은 계속해서 우리의 한 중국 정책과 대만 관계법, 세 공동 성명 및 여섯 가지 보증에 따라 일관되게 유지될 것이다.
우리는 인도-태평양 지역 및 그 이상에서 아국과 동맹국 간의 보안 연계를 촉진할 것이다. 이는 우리의 방어 산업 기지를 연결하고, 방어 공급망을 통합하며, 우리의 군사적 우위를 견고하게 할 핵심 기술을 공동으로 생산함으로써 이루어질 것이다. 이를 통해 AUKUS 파트너십을 통해 인도-태평양 및 유럽 파트너를 혁신적인 방식으로 결합시킬 것이다.
북한이 안정을 해치는 핵과 미사일 프로그램을 계속 개발함에 따라 우리는 한반도의 완전한 비핵화를 목표로 심각하고 지속적인 대화를 추구할 것이며, 동시에 대한민국과 일본과의 확장된 위협 방지 및 협력을 강화하여 북한의 도발에 대응하며 필요하면 미국과 아국에 대한 어떠한 공격도 방지하고 필요한 경우 격파할 것이다. 동아시아 지역에서 핵 및 탄도 미사일 시스템 및 전략적 안정에 대한 확장된 위협 방지를 강화하면서 미국은 우리의 경쟁자를 포함한 다양한 행위자들과 협력하여 위기를 예방하고 관리하려고 노력할 것이다.
우리는 또한 민간 안보 도전에 대처하기 위해 혁신할 것이며, 우리 파트너의 능력을 강화하기 위해 미 해안경비대의 존재, 훈련 및 자문을 확대할 것이다. 우리는 지역 내 테러리즘과 폭력적 극단주의를 대처하고 예방하기 위해 외국 군인들의 이동을 식별하고 모니터링하며 온라인 라디칼화를 완화하는 옵션을 마련하며, 인도-태평양 지역에서 테러리즘에 대한 협력을 촉진할 것이다. 그리고 우리는 지역의 환경 및 자연 재해, 자연적, 우발적 또는 고의적인 생물학적 위협, 무기, 약물 및 인신 매매에 대비하고 대응하기 위해 집단적인 지역적 능력을 강화할 것이다. 우리는 지역의 사이버 보안을 개선하고 파트너가 사이버 보안 사건에 대해 방어하고 회복하며 대응할 수 있는 능력을 향상시킬 것이다.

#### 6. 21세기 초 국제적 위협에 대한 지역적 회복 높이기
인도-태평양 지역은 기후 위기의 중심지이지만 동시에 기후 솔루션에 필수적이다. 파리 협정의 목표를 달성하려면 해당 지역의 주요 경제국이 그 목표를 협정의 온도 목표에 맞추도록 해야 한다. 이는 중화인민공화국에게 1.5도 섭씨로 온난화를 제한하기 위해 필요한 야심 수준에 부합하는 행동을 약속하고 이행하도록 요청하는 것을 포함한다. 기후 위기에 대한 공동 대응은 인도-태평양 지역이 세계 자연 재해의 70%를 포함하고 있기 때문에 정치적 필수뿐만 아니라 경제적 기회이다. 미국은 파트너들과 함께 2030년 및 2050년 목표, 전략, 계획 및 정책을 개발하여 세계 기온 상승을 1.5도 섭씨로 제한하는 데 부합하도록 하며, 지역이 순수 영향력으로 전환될 때 선호되는 파트너 역할을 수행하려고 노력할 것이다. Clean EDGE와 같은 프로그램을 통해 깨끗한 에너지 기술 투자 및 배치를 장려하고, 에너지 부문 탄소 배출을 줄이려고 노력하며, 기후와 일치하는 인프라 투자를 촉진할 것이다. 미국은 파트너들과 협력하여 그들이 기후 변화 및 환경 파괴의 영향에 취약성을 감소시키고, 중요 인프라의 내구성을 강화하며, 에너지 안보에 대응할 수 있도록 지원할 것이다. 또한 지역의 광대한 해양의 건강과 지속 가능한 이용을 보호하기 위해, 그들의 자원을 합법적으로 사용하고, 증진된 연구 협력을 통해 이와 관련된 상업 및 교통을 촉진할 것이다.
우리는 지역과 협력하여 코로나19 대유행을 종식시키고 공통된 위협에 대한 회복 높이기 위해 노력할 것이다. 우리는 파트너들과 긴밀하게 협력하여 그들의 건강 시스템을 미래 충격에 견딜 수 있도록 강화하고, 전염병 위험에 투자하며, 생물학적 위협을 포함한 긴급 상황을 예방, 감지 및 대응하는 데 사용되는 지역 플랫폼을 확대할 것이다. 우리는 또한 세계보건기구(WHO), G7, G20 및 기타 다자간 포럼을 통해 대비 및 대응을 강화하기 위해 노력할 것이다. 우리는 ASEAN, APEC, Pacific Islands Forum(PIF) 및 기타 기구와 긴밀하게 협조하여 회복 노력을 진전시킬 것이다.

#### 7. 각 국가들과의 관계
미국의 인도-태평양 전략을 분석한 연구에서는 국가들과의 관계에서 미국이 인도-태평양 전략 하, 미국이 각 국가들에 대한 생각과 각 국가들을 대상으로 취하고자 하는 전략들을 살펴 볼 수 있다.  

##### 가).중국
중국의 경제적, 정치적, 그리고 군사적 부상은 21세기를 정의하는 요소 가운데 하나이다. 오늘날 인도-태평양 지역은 더욱 자신있고 공격적인 중국과 전면해 있다. 중국의 국민들은 자유로운 시장, 정의, 그리고 법치를 갈망하나, 자국 공산당의 지배 아래 중국은 각종 혜택을 부당하게 이용하고 규범을 기반으로 한 국제질서의 가치와 원칙들을 훼손하는 등 현존하는 국제질서를 약화시키고 있다. 중국은 또한 다양한 전략적 이득을 성취하기 위해 다양한 경제적 지렛대를 활용하고 있다. 예를 들어 중국은 경제적 보상책 및 페널티를 사용하거나 협조를 요구하기 위해 다른 국가들을 설득하기 위한 전략적 영향력을 행사하기도 한다. 또한 중국이 경제적 이득을 취하기 위해 행하는 간첩 및 절도행위는 중국과 무역 관계를 맺고 있는 다양한 파트너 국가들의 국가 안보에 큰 위험 요소이다. 
국방전략의 주요 목표 중 하나는 미국과 중국 사이에의 투명하고 상호 불가침적인 군사적 관계를 구축하는 것이다. 양국 간의 건설적, 성과지향적의 관계의 추구는 인도-태평양 지역에 있어 미국의 전략의 중요한 일부이다. 예를 들어, 고위급 방문, 정책 대화, 연합훈련, 기술 정보의 공유를 통한 양국의 군사협력은 안보위험을 감소시킬 것이다. 미 국방부는 군 대 군 개입을 통해 중국이 평화를 유지하고 지역 내의 안정성을 유지하며, 법에 입각한 국제 질서를 지지할 수 있도록 장려할 것이다.  

##### 나).러시아
(인도-태평양) 지역 내에서 러시아의 관심과 영향력은 국가 차원의 확장 노력과 재래식 병력 및 전략군 등을 포함한 군 현대화를 통해 지속적으로 증가하고 있다. 러시아는 모스크바의 전략적 이득을 취함으로써 자국의 입지를 재정립하고 동시에 미국의 리더십과 규범에 입각한 국제질서를 약화시키고자 한다. 예를 들어 러시아는 동해 상에서 군용기 정찰 활동을 강화하고 동쪽으로는 알래스카에 이르기까지, 서쪽으로는 미 대륙의 서부해안까지 군사활동 영역을 확장시키면서 군사력의 주둔을 재건하고자 한다. 러시아는 또한 스스로를 제 3의 중립적 파트너라고 칭하며 미-중 갈등을 그 기회로 삼으려고 하며, 러시아의 해군은 중동과 유럽에서 합동훈련 등을 진행하며 재래식 무기와 핵 공격능력 등을 현대화 하려고 한다. 동시에 러시아는 투자와 무역의 증진, 다양한 양자, 다자 군사훈련 등에 참가하며 중국과의 외교, 경제, 안보분야의 협력을 증진하고자 한다. 양국 모두 미국의 (영향력) 약화와 더불어 다극화 된 세계질서를 추구한다.

##### 다).조선민주주의인민 공화국
북한이 김정은 위원장이 약속한 최종적이고 완전하고 검증 가능한 비핵화를 완성할 때까지 북한은 미 국방부를 포함, 국제 시스템, 미국의 동맹국과 파트너, 또한 경쟁국들에게도 안보도전(security Challenge)으로 남을 것이다. 그동안 북한은 역사적으로 핵 기술, 재래식 무기, 탄도미사일, 화학무기를 이란과 시리아 등에 전파한 "연쇄 확산국(serial proliferator)이며, 이는 미국의 안보 문제를 심화시킨다. 또한 북한의 계속되는 인권 탄압과 주민 착취가 국제사회의 우려를 자아내고 있다. 북한은 또한 한국과 일본같은 미국의 동맹국에게 재래적인 위협을 가하기도 하였다. 예를 들어 북한의 장거리포가 미국의 동맹인 한국을 위협하고 있으며, 목적 달성을 위해 치명적인 무력을 사용할 가능성은 한국과 한국의 국민들에게 중대한 위협이 된다. 북한은 지속적으로 국제 제재를 회피하기 위한 노력을 지속하고 있으며 외교와 압력, 직접 회피등의 다양한 방식으로 대북제재 무력화를 시도하고 있다. 트럼프 행정부는 (역사상) 최초로 북한과 정상간 외교를 추구했다. 북한이 명확하고 확실한 비핵화를 위한 전략적 결단을 내리기 전까지 미국은 가용한 모든 국내 및 국제법상 제재를 지속적으로 집행할 것이며, 미국과 한국, 일본 등 동맹을 향한 모든 위협을 저지하고 필요한 경우 위협을 격퇴시킬 준비가 되어있다.

##### 라).일본
미-일 동맹은 일본과 그 부속 영토들을 방어하기로 하는 미국의 변합없는 약속과 함께. 인도-태평양 지역에서 평화와 번영의 주춧돌이 되고 있다. 국가방위전략은 국방부가 미국의 동맹들을 우선순위에 두고 강화할 것이며, 그에 있어 미-일 동맹은 대단히 중요한 관계라는 점을 명확히 명시하고 있다. 새로운 위협과 경향들(북한의 불량한 행동, 중국과 러시아와의 장기적인 전략적 경쟁 등), 그리고 기술들을 다루어야 할 중요성이 강조되는 속에서 양국은 작전상의 협력, 공동의 자산 보호, 그리고 양자 간 계획에 있어서 이미 진전을 보이고 있다. 따라서 국방부는 지속적으로 일본을 포함한 동맹국들에게 국외 군사 판매(FMS, Foreign Military Sale)를 하고 공동 개발의 기회를 추구하며, 또한 사이버와 우주 영역에서도 협력을 심화하고 있다. 또한 미-일 상호협력 및 안전보장조약 하의 양국의 의무(자유롭고 개방된 인도-태평양 유지를 위한 핵심 지도국)를 이루기 위해, 국방부는 일본에 가장 능력 있고 발전된 병력을 배치하겠다는 약속을 변함없이 유지해오고 있다. 
(추가) 일본 정부는 분담금 특별협정(SMA, Special Measures Agreement)을 통해 주일미군의 주문에 재정적 기여를 하고 있다. 2015년 미-일 방위 협조 가이드라인에 기술되어 있듯이 미군과 일본 자위대 간의 작전 협조를 강화하는 것 역시 우선순위에 있다. 주일 미군의 재배치는 지리적으로 분포되어 있고, 작전상 회복력이 있으며, 정치적으로도 지속 가능한 지역의 병력 배치에 기여하며 미국은 이미 이 부분에 있어서 상당한 진전을 이루어 냈다. 앞으로의 단계는 후텐마 기지의 이전 완료와, 후텐마 항공기지의 반환, 그리고 미군 기지의 통합과, 오키나와의 부가적 토지들에 대한 반환 등이 있다.

##### 마).대한민국
미국은 한국을 방위하겠다는 약속을 변함없이 지켜가고 있다. 한-미 동맹은 한반도와 디불어 동북아 평화와 번영의 핵심(inchpin)이다. 국방부는 미군 사랑부로부터 대한민국 사령부로의 연합군 사령부의 전시작전권통제의 이양을 위해 한국의 국방부와 작업을 계속해 나가고 있다. 미국과 한국은 또한 대량 살상무기에 대응하기 위한 노력과 더불어 우주, 사이버, 미사일 방어 분야에서의 동맹과 능력 배양 및 증진에 힘쓰고 있다. 미국과 한국은 한반도와 동북아 지역에서 연합군의 준비태세와 전투능력을 보장하기 위해 야전 훈련과 지휘소 연습을 통한 합동 훈련을 지속해오고 있다. 미국의 양국 간 관계 중에서 특히 각별한 한-미 연합군은 한반도의 공세에 있어 강력한 의제수단이다. 미국과 대한민국은 북한의 최종적이고 완전하며 검증된 비핵화를 위해 지속적으로 노력을 기울이고 있다. 미국은 지속적으로 한국과의 협력을 통해 북한으로부터 탄도미사일 위험을 다를 수 있는 상호운용이 가능한 탄도미사일 방어 아키텍처를 구축하고 있다. 또한 한-미 양국은 한국이 한반도 상에 있는 미군의 주둔비용을 상쇄시키는 것을 돕도록 하는 제 10차 방위분담금 협정에 합의했다. 미군 기지의 건설 및 현대화(Land 파트너십 플랜, 용산기지 이전 등)에 있어 양국의 공동 노력은 양국의 군들이 태세를 취하고 있고, 준비되어 있으며, 미래에 대한 대비가 되어있다는 점을 확실히 한다. 또한 주로 한국의 자금을 기반으로 건축된 시설인 평택에서 능력을 견고히 함으로서 미국은 안보에 약속을 유지하고, 서울 도심의 큰 부분을 경제개발을 위해 한국의 국민들에게 반환할 것이다.

## 한국의 인도-태평양 전략

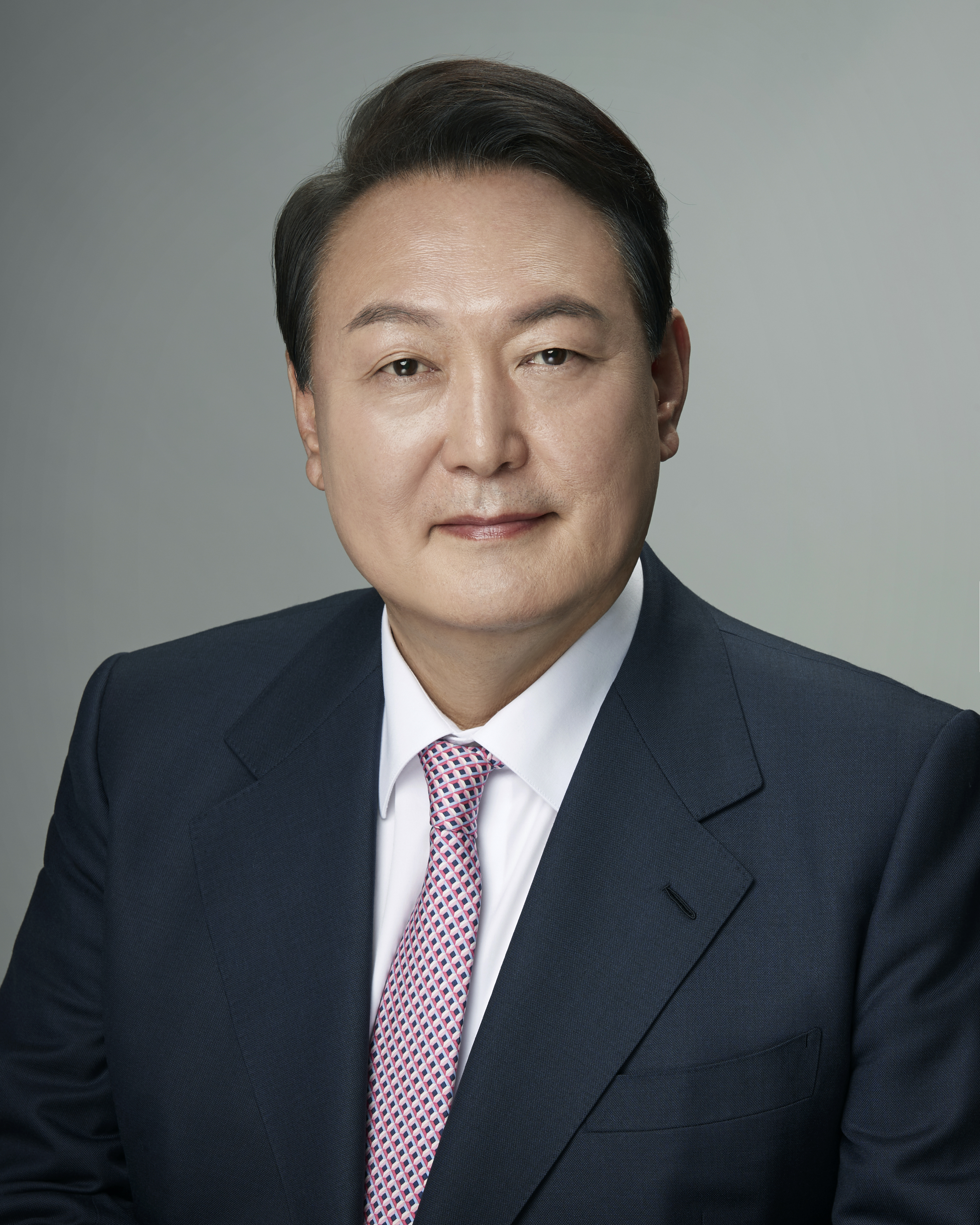
윤석열, 대한민국 20대 대통령

정상 여러분, 우리는 인도-태평양 시대에 살고 있습니다. 세계 인구의 65%, GDP의 60% 이상을 차지하며 전 세계 해상 운송의 절반이 이 지역을 지나갑니다. 인도-태평양 지역의 평화와 안정은 우리의 생존과 번영에 직결됩니다. 저는 아세안을 비롯한 주요국과의 연대와 협력을 통해 ‘자유롭고 평화로우며 번영하는 인도-태평양 지역’을 만들어 나가고자 합니다. 
윤석열 대통령 한-ASEAN 정상회의 모두발언(2022.11.11)

#### 가) 한국의 인도 태평양 전략 보고서

##### 1. 추진 배경
대한민국은 인도-태평양 국가이다. 인태 지역의 안정과 번영은 대한민국의 국익에 직결된다. 세계 인구의 65%가 거주하는 인태 지역은 세계 GDP의 62%, 무역의 46%, 해양 운송의 절반을 차지한다. 또한, 반도체를 비롯한 미래 전략 산업의 핵심 협력 국가들이 소재하는 경제·기술적 역동성이 높은 지역이다. 대한민국은 인도-태평양 지역의 전략적 중요성을 감안하여 독자적인 인태전략을 제시하고 확대하고 있다. 이는 경제와 안보를 아우르는 포괄적인 지역 전략으로, 대외정책의 예측 가능성을 높이고 전략적 활동 공간을 확장하고자 한다. 대한민국의 대외교역의 대다수가 이 지역에서 이루어지며, 20대 교역 파트너 중 과반수가 인태 지역에 위치하고 있다.
해상물류 통로의 중요성도 강조되며, 남중국해는 특히 대한민국의 원유 및 천연가스 수송에 중요한 역할을 한다. 그러나 최근에는 인태 지역에서 발생하는 다양한 도전으로 인해 안보 상황이 불안정해지고 있다. 민주주의 후퇴와 가치 도전, 군비 경쟁의 증대 등으로 협력의 동인이 약화되고 있으며, 북한의 핵·미사일 능력은 전 세계의 안정에도 위협을 가하고 있다.
또한, 배타적 보호무역주의의 확산과 세계화 거버넌스의 쇠퇴로 자유무역주의 국제질서가 약화되고 있다. 대한민국은 이에 대응하여 역내 국가들과 협력하여 인태 지역의 안정과 번영을 지향하고자 한다. "자유, 평화, 번영의 인도-태평양 전략"은 이를 실현하기 위한 대한민국의 청사진으로, 규칙 기반 국제질서를 강화하고 다양한 국가들과의 상생협력을 도모하며 미래 지향적인 인태 지역의 협력 관계를 증진시킬 것이다. 
한국의 인도 태평양 전략 보고서 추진 배경 요약본 [원문보기]

##### 2. 인도-태평양 전략의 비전, 협력 원칙 및 지역적 범위

###### 가). 우리의 비전: 자유, 평화, 번영의 인도-태평양
첫째, 투쟁과 희생을 통해 자유민주주의 국가를 건설하고 지켜온 대한민국은 자유로운 인태 지역을 지향한다. 국제 규범을 지지하고 자유, 민주주의, 법치주의, 인권 등 보편적 가치에 기초한 규칙 기반 질서를 강화해 나갈 것이다. 또한, 이러한 보편적 가치를 공유하는 국가들 간 연대를 바탕으로 압제와 강요가 아닌 규칙과 보편적 가치에 기반한 지역 질서를 능동적으로 촉진하고 강화해 나가고자 한다. 우리는 힘에 의한 일방적인 현상 변경에 반대하며 서로의 권익을 존중하고 공동의 이익을 모색하는 조화로운 역내 질서를 추진해 나갈 것이다. 자유·인권 등 보편적 가치를 증진하기 위한 국가 간 연대와 협력은 창의성과 혁신을 촉진하여 인태 지역의 미래 발전에 기여할 것이다. 
둘째, 규칙을 바탕으로 분쟁과 무력충돌을 방지하고 대화를 통한 평화적 해결 원칙이 지켜지도록 적극 노력해 나갈 것이다. 보편적으로 수용되는 국제법과 국제 규범을 준수하고 안정적인 국제관계를 조성함으로써 갈등과 충돌을 줄이고 역내 평화를 실현할 수 있다. 이를 위해 북한·북핵 문제를 비롯하여 비확산·대테러·해양·사이버·보건안보 등 전통·비전통 안보 분야를 망라한 포괄적 협력을 강화할 것이다. 대한민국은 국제연합(UN)의 평화 추구 원칙을 재확인한다. 이를 바탕으로 다양한 정치체제를 지닌 국가들이 평화로운 방식으로 규칙에 기반한 경쟁과 협력을 통해 함께 발전해 나가는 인태 지역을 지향한다. 대한민국은 역내 다양한 협의체를 활성화하는 데 기여함으로써 대화와 국제법 원칙에 기초한 분쟁의 평화적 해결을 굳건히 지지할 것이다. 
셋째, 인태 지역의 공동 번영을 위해 노력할 것이다. 개인, 기업, 국가들이 자유롭고 안정적으로 경제활동을 영위할 때 역내 번영이 구현된다. 이를 위해 개방적이고 공정한 경제 질서를 구축해 나가는 데 기여할 것이다. 무역·투자 네트워크의 연결성과 상호 보완성 제고를 통해 성장 동력을 확보하고, 협력적·포용적 경제·기술 생태계를 조성하는 데 기여해 나갈 것이다. 또한, 미래 첨단산업의 경쟁력을 유지·강화함으로써 역내 기술 혁신을 선도하고자 한다. 
대한민국은 인태 지역 공급망의 안정성과 회복력 제고에 기여하는 한편, 자유롭고 공정한 경제 질서 구축에 앞장서면서 경제문제가 과도하게 안보화되지 않도록 공조해 나갈 것이다. 아울러, 국가 간 디지털 격차를 해소하기 위한 노력을 적극 전개하고, 기후변화와 보건 위협 대응 등 역내 지속가능발전목표(SDGs) 달성과 회복력 강화를 위해 적극적인 기여 외교를 수행해 나갈 것이다. 
대한민국은 인태 지역의 자유, 평화, 번영을 꾀하고자, 보편적 가치와 지역 비전을 공유하는 국가들과의 포용적 연대를 통해 역내 모든 국가들이 조화롭게 공존하는 인태 지역을 지향한다.

###### 나). 협력 원칙: 포용, 신뢰, 호혜
자유, 평화, 번영의 비전을 바탕으로 대한민국은 포용, 신뢰, 호혜의 3대 협력 원칙 하에 인도-태평양 전략을 이행해 나갈 것이다. 
첫째, 우리의 인태 비전은 특정 국가를 겨냥하거나 배제하지 않는 포용적인 10 대한민국정부 구상이다. 대한민국은 이러한 비전과 협력 원칙에 부합하는 모든 파트너 국가들과 협력을 추구한다. 자유롭고 평화로우며 번영하는 인태 지역이라는 공동의 이익을 목표로 역내외 국가들과 열린 자세로 협력해 나갈 것이다.
둘째, 우리는 공고한 상호 신뢰에 기반한 협력 관계를 추구한다. 신뢰에 기반한 협력 관계는 다양한 지역 및 글로벌 도전과제에 공동으로 그리고 지속 가능한 방식으로 대처하는 데 있어 필수적인 요소이기 때문이다. 대한민국은 원칙과 규범을 존중하여 역내외 국가들이 신뢰할 수 있는 협력 동반자가 될 것이다. 
셋째, 모든 당사자를 이롭게 하는 관여가 가장 지속적이고 효과적이라는 인식 하에 상호 이익이 되는 협력을 추구한다. 경제성장, 민주화 등 우리의 성공 경험을 공유하고 기술·문화 경쟁력 같은 독자적인 강점을 활용하여 파트너 국가들에게 실질적 이익을 제공하는 한편, 인적·문화 교류를 함께 촉진하는 호혜적 협력을 추진하고자 한다.

###### 다). 지역적 범위
글로벌 중추국가 대한민국은 협력의 지리적 범위와 협력 의제의 폭을 확대해 나가고자 한다. 대한민국은 공동 이익을 기반으로 양자 협력 관계를 심화시켜 나가는 한편, 우리의 협력 원칙에 부합하는 소다자 협력체와 지역 및 국제기구와의 중층적이고 포괄적인 협력 네트워크를 구축, 강화해 나갈 것이다. 
특히, 대한민국은 한반도와 동북아를 넘어 동남아, 남아시아, 오세아니아, 인도양 연안 아프리카 등 인태 내 주요 지역과 전략적 협력을 심화해 나감 으로써 외교적 지평을 확대하고 지역별로 특화된 맞춤형 전략적 협력 네트 워크를 강화해 나갈 것이다. 또한, 인태 지역의 평화와 번영을 증진하기 위해 유럽, 중남미와도 긴밀히 협력해 나갈 것이다.

#### 3. 중점 추진 과제
다음은 각 중점 추진 과제와 과제별 내용들을 요약한 것이다. 원문보기

###### 가). 규범과 규칙에 기반한 인태지역 질서 구축
대한민국은 자유로운 인태 지역의 실현을 위해, 보편적 가치와 국제 규범을 공유하는 유사입장국들과 연대하여 안정과 번영에 기여하고자 한다. 이를 위해 대한민국은 보편적 규범과 가치를 위협하는 행동에 대해 국제사회와 함께 규탄하고 대응할 것이며, 규칙 기반 국제질서를 강화하기 위해 선도적 역할을 할 것이다.
대한민국은 비전과 협력 원칙을 공유하는 국가들과의 협력을 통해 인태 지역 협력 네트워크의 중심 역할을 수행하고자 한다. 또한, 역내 소다자 협의체를 특색에 맞게 활성화하여 협력의 동력을 강화하고 규칙 기반 국제질서를 증진할 것이다.
특히, 한·미·일 3자 협력은 북한의 핵·미사일 위협 대응뿐 아니라 다양한 지역 및 글로벌 문제에 대한 협력 기제로 유용하게 활용될 것이며, 한·미·호 3국 간에도 다양한 도전과제 해결을 위한 협력의 잠재력이 충분하다고 강조한다. 또한, 대한민국은 아시아태평양 파트너 4개국(AP4)을 통한 다자무대에서의 노력을 강화하고, 유엔을 통해 규칙 기반 국제질서를 수호하고 건설적인 기여를 지속할 것이다.

###### 나). 법치주의와 인권 증진 협력
대한민국은 유엔 헌장 제1조에 근거하여 국제평화와 안전을 중요한 목표로 삼고 있으며, 국제적 분쟁 해결과 정의, 국제법의 원칙 실현을 통해 이를 추구하고 있습니다. 자유, 민주주의, 법치주의, 인권을 강조하는 대한민국은 모범적 민주주의 국가로서 지속적인 노력을 통해 이 가치들을 증진해 나가고 있습니다.
법치주의는 평화와 안보, 인권, 개발을 지원하는 근간이 되며, 대한민국은 이를 통해 반세기 동안 민주주의와 경제성장을 달성한 경험이 있습니다. 2030년 유엔의 지속가능발전목표(SDGs)에 법치주의의 중요성을 반영하고 다양한 국내, 국제적 노력을 기울이는 데 기여하고 있습니다.
대한민국은 역내 법치주의 증진에 적극 동참하며, 인태 지역에서 발생한 분쟁을 해결하기 위해 국제법 원칙과 유엔 규약을 준수할 것을 지지합니다. 특히 러시아의 우크라이나 무력 침공을 유엔 헌장 및 국제법 위반으로 규정하며, 인도적 지원과 재건 노력을 통해 우크라이나 전쟁 종식과 평화 회복에 기여할 것입니다.
또한, 대한민국은 보편적 가치에 대한 이해와 존중을 바탕으로 역내 인권 증진에 적극 참여할 것이며, 특히 사회적 취약 계층의 인권을 강화하고 그들의 역량을 지원하는 노력을 강조합니다. 또한, 개발도상국을 대상으로 거버넌스와 선거 관리 분야의 교육과 훈련을 지원하여 역내 민주주의의 기반을 구축할 것입니다.

###### 다). 비확산, 대테러협력 강화
대한민국은 역내 주요국들과의 안보 협력을 강화하여 인태 지역의 평화를 유지하고자 한다. 특히 한반도와 동북아의 평화는 세계 평화의 기초이며, 북한의 완전한 비핵화가 지속 가능한 평화의 필수 조건이라고 강조하고 있다. 한·미 동맹을 바탕으로 한반도의 안보를 유지하는 데 힘쓰며, 한·미·일 3국 안보 협력을 강화하여 평화 수호 역량을 향상시킬 것이다.
북한의 핵·미사일 프로그램은 국제 비확산체제에 중대한 도전으로 대응이 필요하며, 국제사회와 협력하여 단합된 대응태세를 구축하고 국제제재 이행을 강화하는 것을 목표로 하고 있다. 동시에, 북한과의 대화의 가능성을 열어두면서 국제사회와 협력하여 북한의 완전한 비핵화를 이끌어내기 위해 노력할 것이다.
대한민국은 개발도상국들의 비확산 역량 강화를 지원하고 군축·비확산 분야의 협의체에 참여하여 인태 지역의 비확산 규범을 고취시킬 계획이다. 또한, 군비경쟁 방지와 신뢰 구축을 위한 역내 대화를 촉진하고 우주안보를 위한 국제 규범을 협상하기 위해 우주안보 주도국들과 대화와 협력을 강화할 것이다.
대한민국은 또한 유엔의 대테러 활동에 적극 참여하여 인태 지역의 대테러 역량을 강화할 예정이며, 지역 협력체에서 대테러 협의를 활성화하고 테러와 폭력적 극단주의 대응 역량을 향상시킬 것이다. 자금세탁방지기구(FATF, Financial Action Task Force)와 아시아 지역기구(APG, Asia Pacific Group)와의 협력을 통해 국제기준의 수립과 이행에도 적극 참여하여 자금세탁, 테러자금, 확산금융 차단을 위한 국제적 노력을 계속할 것이다.

###### 라). 포괄안보 협력 확대
대한민국은 21세기의 다차원적인 안보 도전과제에 대응하기 위해 전통과 비전통적인 안보 위협을 아우르는 역내 포괄안보 협력을 추구한다. 이를 위해 해양안보 협력을 강화하고, 특히 남중국해와 대만해협의 안정을 중요시하며 국제법 원칙을 준수하여 해양질서를 유지하고자 한다.
대한민국은 해양안보 강화를 위해 유엔해양법 협약에 기초하여 해양질서를 증진하고, 아시아해적퇴치협정 및 청해부대 파견 등을 통해 인태 지역의 해양안보를 적극적으로 지원할 것이다. 또한, 해양영역인식(MDA, Maritime Domain Awareness) 체계 구축에 참여하여 해양감시와 정보공유 협력을 강화하고, 역내 국가들과의 연합훈련을 통해 상호운용성을 증진하며 연합작전 능력을 향상시킬 계획이다.
비전통 안보 분야에서는 사이버안보 협력을 강화하고자 하며, 국제 규범 논의에 참여하고 역내 국가들과의 사이버 협의를 증진하여 사이버 위협 정보 공유를 확대할 것이다. 또한, 코로나19 이후 보건 분야에서는 백신과 바이오 분야를 중심으로 개발도상국에 대한 보건 역량 강화 지원을 확대하고, 글로벌 보건안보구상(GHSA, Global Health's Security Agenda) 등의 국제 협력에 적극 참여할 것이다.
대한민국은 NATO와의 글로벌 파트너십을 통해 사이버, 대테러, 비확산 등의 다양한 안보 분야에서 협력을 진행해왔으며, 앞으로도 신흥기술과 기후변화 등에 대한 효과적인 대응을 위해 협력을 확대할 계획이다. 또한, 쿼드와의 협력을 통해 감염병, 기후변화, 신흥기술 분야에서의 협력을 강화하며, 역내 안보 위협과 도전에 대한 효과적인 지역 대응을 강화할 것이다.

###### 마). 경제안보 네트워크 확충
대한민국은 공급망의 안정적 관리와 회복력 제고를 위해 역내 경제안보 네트워크를 확대하고, 규칙 기반 경제 질서를 강화하며 자유무역을 증진하고자 한다. 조기경보시스템과 핵심 산업 품목의 회복력 있는 공급망을 구축하기 위한 다자 간 협력에 적극 참여하며, 공급망 안정적 관리를 위한 양자 및 다자간 소통과 협력을 강화할 계획이다.
대한민국은 개방적인 자유무역을 지향하며, 인도태평양경제프레임워크(IPEF)에 참여하고 이를 실질적인 경제 협력체로 발전시키기 위해 주요 국가들과 긴밀히 협력할 것이다. 역내포괄적경제동반자협정(RCEP)과 포괄적·점진적 환태평양 경제동반자협정(CPTPP)에 참여하고 신규 무역 협정을 체결하여 자유무역을 증진하고 보호주의에 대응할 계획이다.
코로나19 이후에는 디지털 전환과 비대면 경제의 확산으로 디지털 통상 규범의 논의가 중요해지고 있는데, 대한민국은 디지털 전환을 선도하는 나라로서 WTO 복수국 간 전자 상거래 협상에 참여하고, 디지털경제동반자협정(DEPA) 가입을 위해 노력하며 양자 차원에서도 국제적인 디지털 통상 규범을 형성할 것이다.
또한, 대한민국은 역내 다자 간 통상협력 논의를 통해 인태 지역의 안정과 번영에 기여하고, 아세안+3 및 동아시아정상회의(EAS) 논의에 참여하여 경제·금융·식량 분야 협력을 강화하고 동아시아 지역의 금융 안전망을 강화하는 역할을 수행할 계획이다. 또한, 2025년 아시아태평양경제협력체(APEC) 정상회의를 개최하는 대한민국은 APEC과의 협력을 통해 무역·투자 자유화, 혁신·디지털 경제, 포용적·지속 가능한 성장을 실현하기 위한 협력을 이어나갈 것이다.

###### 바). 첨단과학기술 분야 협력강화 및 역내 디지털 격차 해소 기여
대한민국은 과학·기술 혁신의 글로벌 선도국가로서 반도체, 인공지능, 양자, 첨단 바이오, 차세대 통신, 우주 분야 등에서 역내 협력을 촉진하고, 디지털 격차를 해소하기 위한 노력을 기울일 계획이다. 대한민국은 미국을 비롯한 선도국과의 기술 협력 네트워크에 참여하며, 유럽, 캐나다, 호주 등과의 기술 협력을 확대할 것이다.
과학기술 분야에서 핵심·신흥 기술과 관련하여 국제협력을 강화하며, 주요 디지털 선도국들과 개방적이고 포용적인 방식으로 디지털 국제 표준화와 규범 형성을 선도해 나갈 것이다. 대한민국은 프라하 사이버 안보 컨퍼런스 참여, 한·미 5G 개방형 무선접속망(Open-RAN) 협력 등을 통해 개방적이고 투명한 통신망을 구축하기 위한 국제협력을 이어나갈 계획이다.
더불어 대한민국은 역내 국가들이 보편적 가치를 존중하면서 기술을 개발하고 사용하도록 독려하며, 지속가능발전목표(SDGs)를 지원하기 위해 개발도상국의 인적 자원 양성을 지원하고 역내 협력을 강화하는 방향으로 나아갈 것이다. 특히, 국가 간 디지털 불평등 해소와 개도국의 디지털 전환을 지원하기 위해 정보통신기술을 활용하고 디지털 소외 지역의 연결망을 강화할 것이다.

###### 사). 기후변화-에너지안보 관련 역내 협력 주도
대한민국은 기후변화 대응, 에너지 전환, 에너지안보 분야에서 역내 지속가능 발전목표(SDGs)를 지원하고, 초국가적 도전과제에 대한 회복력을 확보하기 위한 인태 지역 차원의 노력을 선도해 나갈 계획이다. 대한민국은 역내외 국가들과 다양한 형태의 소다자 협력을 추진하여 지역 및 글로벌 문제 해결에 기여하고, 탄소중립을 지향하면서 온실가스 감축, 기후변화 적응, 그리고 기술협력 분야에서 인태 지역 내 기후변화 대응을 위한 협력 체제를 구축할 것이다.
특히, 온실가스 감축을 위한 협력을 통해 무공해차(전기차·수소차 등), 녹색해운, 메탄 감축 분야에서 역내 국가들과 협력하여 노력해 나갈 것이며, 전기차 인프라 구축, 기술 표준화, 배터리 재생 분야에서 미래 협력의 청사진을 그릴 계획이다. 에너지 시장 안정화와 탈탄소화를 향한 청정 에너지 확대를 위해 국제협력을 강화할 것이며, 인태 지역의 원자력 시장에도 적극적으로 진출하여 원자력 안전과 핵안보를 위한 역내 역량 강화를 추진할 것이다. 대한민국은 소형모듈원전(SMR)의 개발과 상용화를 앞당겨 안전하고 효율적으로 원자력 에너지를 활용할 수 있도록 하고, 이와 관련된 규제 논의를 주도할 것이다.
한·일·중 3국 간 협력을 강화하고, 한·미·일 협력과 한·일·중 협력을 조화롭게 발전시킴으로써 역내 평화와 번영에 기여하고자 한다. 특히, 녹색 전환과 디지털 전환 분야에서 한·일·중 3국의 공조 체계를 구축하여 역내 협력의 새로운 기회와 동력을 모색할 것이다.

###### 아). 맞춤형 개발협력 파트너십 증진을 통한 적극적 기여 외교
대한민국은 경제적 위상에 부합하는 기여 외교를 통해 글로벌 중추국가로서 역내 지속가능 발전과 평화·번영을 실현하는 데 기여할 계획이다. 국제사회의 원조를 받던 최빈국에서 경제협력개발기구(OECD) 공여국으로 전환한 대한민국은 이제까지 축적한 경험과 지식을 공유하고 역내 국가들의 열망에 부응하여 개발협력을 확장할 것이다.
우선, 아세안을 최우선 협력 대상으로 선정하며, 디지털, 교육, 기후변화, 스마트시티, 교통 등 협력국 수요와 국가의 강점을 결합하여 협력을 확대할 계획이다. 남아시아 지역에서는 보건위생, 교통, 지역개발, 에너지 분야 사업을 추진하고, 태평양도서국을 대상으로 그린(green) ODA(Official Development Assistance)를 통해 기후변화 대응과 저탄소 에너지 전환을 지원할 것이다. 동부 아프리카 지역에 대해서는 교육, 농업, 보건, 전력, 기후변화 대응을 강화하여 지속가능발전목표(SDGs) 달성을 촉진할 것이다.
협력 대상국의 현장 수요에 기반한 맞춤형 지원을 제공하고, 보건, 기후·환경 분야의 협력도 확대할 예정이다. 보건 분야에서는 코로나 치료제와 백신 연구개발, 국제공조체제(ACT-A) 이니셔티브에 추가 기여하고, 기후·환경 분야에서는 그린(green) ODA 비중을 높여 태평양도서국을 중심으로 저탄소 에너지 전환을 지원하고 녹색기술을 공유할 것이다.
대한민국은 협력 대상국 정부 뿐만 아니라 민간 부문과의 협력을 강화하고, 미국, 유럽연합(EU), 호주, 뉴질랜드 등과의 전략적 파트너십을 확대하여 인태 지역의 공동 번영을 촉진할 것이다.

###### 자). 상호 이해와 교류 증진
대한민국은 글로벌 중추국가로서 인태 지역과의 맞춤형 및 쌍방향 교류를 강화하고자 하며, 특히 미래 세대 간 교류를 촉진합니다. 미래의 주인공인 청소년 간 교류를 통해 상호 신뢰와 우정을 쌓고, 문화교류를 통해 인태 지역 내 젊은이들을 연결하며 공동의 역사 인식을 발전시킬 계획입니다.
소지역 및 대상 국가의 수요에 부합하도록 쌍방향으로 소통하는 공공외교를 추진할 것이며, 특히 디지털과 문화 분야에 특화한 맞춤형 공공외교를 체계적으로 진행할 예정입니다. K-pop 등 한류 문화를 통해 전 세계적인 호감을 확보하고 이를 기반으로 한 우리나라의 소프트 파워를 활용하여 인태 지역 내 다양한 문화와 공감하며 교류할 것입니다.
디지털 전환과 비대면 경제의 확산에 주목하며 메타버스, 온라인 동영상 서비스 등을 활용하여 새로운 방식을 통한 문화적 공감대 형성에 집중할 것입니다. 또한, 코로나 이후의 비대면 소통 환경에서 디지털 공공외교 역량을 향상시키고 소통을 촉진하여, 인태 지역 국가들과의 다양한 인종, 종교, 문화, 역사를 어우러져 문화 협력을 심화하며 지속가능하고 유대감 있는 관계를 형성할 것입니다.

#### 4.결론
인태 지역의 자유, 평화, 번영은 글로벌 지구촌의 미래를 열어가는 데 있어 매우 긴요하다. 인태 지역이 자유롭고 평화로우며 지속적으로 번영하기 위해서는 역내외 국가들 간의 협력이 그 어느 때보다 절실한 시점이다. 그간 인태 지역의 안정과 번영에 기여해 온 규칙 기반 질서를 강화하고 보편적 가치에 기반한 역내 질서를 함께 실현해 나갈 때, 인태 지역은 다양한 국가들이 조화롭게 공존하고 번영하는 지역이 될 수 있을 것이다.
글로벌 중추국가를 지향하는 대한민국은 이를 위해 더 많은 기여와 역할을 수행할 의지와 역량을 지니고 있다. 730만 재외동포들도 인태 지역의 자유, 평화, 번영을 위하여 중요한 역할을 할 것이다. 대한민국은 여러 나라의 인태 전략·비전·구상에 포함된 역내 목표와 협력 원칙을 역내외 국가들과 공유하면서 보편적 가치를 기반으로 공동의 목표를 실현하기 위해 긴밀히 협력해 나갈 것이다.
앞으로 정부의 각 관련 부처는 인태전략을 기반으로 인태 지역 내 자유, 평화, 번영을 증진하기 위해 9개 중점 추진 과제를 중심으로 세부적인 이행 계획을 마련할 것이다. 또한, 인태전략을 효과적으로 이행하기 위해 ‘한-아세안 연대구상’과 같은 소지역별 정책 구상을 구체화해 나갈 것이다. 이를 통해 대한민국 외교의 일관성과 예측 가능성을 높이고 협력의 지평을 확대할 수 있을 것으로 기대한다.

## 일본의 인도-태평양 전략
2016년 8월 아베 신조(安倍晋三) 전 일본 총리가 제6차 아프리카 개발회의에서 『자유롭고 열린 인도-태평양(Free and Open Indo-Pacific, 이하 FOIP) 전략』을 발표한 이후 인도-태평양은 중국의 강대국화와 그로 인한 국제질서의 변동에 대응하기 위한 지역 개념이자 전략 및 구상으로 자리 잡았다. 
이러한 가운데, 2023년 3월 일본은 『‘FOIP’를 위한 새로운 계획』(이하 『새로운 계획』)을 발표했다. 일본의『새로운계획』은‘자유’,‘개방성’, ‘다양성’, ‘포섭성’, ‘법의 지배’와 같은 FOIP의 중핵적 개념이 향후 국제사회가 추구해야 할 비전으로 타당성을 가진다고 강조했다. 이어서 FOIP 협력을 확충하기 위한 새로운 대응의 축(取組の柱)으로서 ▲평화의 원칙과 번영의 규칙, ▲인도-태평양 방식의 과제 대처, ▲다층적 연결성, ▲‘바다’ 에서 ‘하늘’로 확대되는 안전보장·안전이용의 대응을 제시했다.

### 1. 목적, 기본적 사고

#### 가). FOIP의 중핵적 개념인 '자유', '개방성', '다양성', '포섭성', '법의 지배'를 국제 사회에 확산 시키는 것
『새로운 계획』의 목적 및 기본적 사고는 FOIP의 중핵적 개념인 ‘자유’, ‘개방성’, ‘다양성’, ‘포섭성’, ‘법의 지배’를 국제 사회에 확산시키는 것이다. 인도-태평양 지역의 연결성을 강화하여, 힘과 위압이 아닌 ‘자유’와 ‘법의 지배’를 중시하는 지역으로 만들어 간다는 것이다. 기시다 총리는 「정책 연설」을 통해 “약소국일수록 ‘법의 지배’가 필요”하며, “주권과 영토 일체성의 존중, 분쟁의 평화적 해결, 무력 불사용 등 유엔 헌장 상의 원칙이 지켜지는 것이 국제사회가 ‘자유’를 누릴 수 있는 전제”라고 밝히고 있으며, 또한 ‘다양성’, ‘포섭성’, ‘개방성’의 원칙에 따라 특정 국가를 배제하지 않고 진영을 만들지 않을 것이며, 가치관을 강요하지 않겠다고 강조했다.

#### 나). FOIP이 혼돈에 빠진 국제 사회를 협력으로 유도할 수 있는 타당성 있는 비전이라고 주장
『새로운 계획』은 FOIP이 혼돈에 빠진 국제 사회를 협력으로 유도할 수 있는 타당성 있는 비전이라고 주장하고 있다. 『새로운 계획』은 작금의 국제 정세에 대해 ▲세력 균형의 큰 변화와 함께 국제 사회에 다양한 의견이 반영되어야 한다는 목소리가 커지고 있으며, ▲글로벌 과제와 과학기술의 발전으로 복합적 위기가 벌어지면서 공통의 원칙과 사고방식이 상실되고 있다는 평가를 내리고 있다. 이러한 가운데, FOIP의 중핵적 개념인 ‘법의 지배’, ‘다양성’, ‘포섭성’, ‘개방성’은 많은 국가들의 공감을 얻고 있다는 것이 일본 정부의 주장이다. 『새로운 계획』이 FOIP을 국제 사회를 통합하는 비전으로 내세우는 배경에는 우크 라이나 전쟁이 있다. 각국이 대러 비판 및 제재 움직임에 동참하지 않는 모습을 보고 일본은 국제사회가 공통으로 추구해야 할 사고방식이 약화되고 있다고 보고 있다. 이와 동시에 『새로운 계획』은 국제 공공재의 문제를 인도-태평양 전략의 의제로 포섭 하는 것을 중요한 목적으로 내세우고 있다. 구체적인 과제로 기후, 환경, 국제보건, 사이버 공간 등을 들 수 있다.

### 2. FOIP 협력을 확충하기 위한 새로운 대응의 축

#### 가). 첫 번째 축: 평화의 원칙과 번영의 규칙
‘평화의 원칙과 번영의 규칙’은 평화를 지키고 자유, 투명성, 법의 지배가 확립되어 약소국이 힘에 의한 굴복을 당하지 않는 국제 환경을 조성하는 것을 목적으로 하며, 『새로운 계획』은 ‘평화의 원칙과 번영의 규칙’을 FOIP의 뼈대로 간주하고 있다. 
『새로운 계획』은 평화를 위한 기본 원칙으로 ▲주권과 영토의 일체성 존중, ▲일방적인 현상변경 반대, ▲대화를 통한 분쟁 해결, ▲여성평화안보(Women, Peace and Security)에 입각한 대응을 들고 있다. 『새로운 계획』이 제시하는 평화의 원칙에는 우크라이나 전쟁으로 위의 원칙들이 동요되고 있다는 일본 정부의 국제 정세 인식이 투영되어 있음. 기시다 총리는 「정책 연설」에서 일본은 우크라이나 침략을 절대 인정하지 않을 것이며, “세계 어느 곳에서도 힘에 의한 일방적인 현상변경이 일어나서는 안 된다”고 주장했다. 
이와 함께 번영을 위한 규칙으로서 자유롭고 공평·공정한 경제 질서를 제시하며, WTO의 규칙을 기반으로 유지하면서 CPTPP 등 한층 높은 수준의 자유화를 추구하겠다고 했다. 또한 방글라데시와의 EPA를 추진하고, IPEF를 통해 미국 및 파트너 국가들과의 연대를 강화하겠다고 했다. 
또한 불투명·불공정한 관행을 막는 규칙 만들기를 의제로 내걸고 있다. 「질 높은 인프라 투자에 관한 G20 원칙」을 실시하고, 투명하고 공정한 개발금융을 주도하겠다고 했다. 
번영을 위한 규칙 부분은 중국의 경제적 강압 및 채무 함정에 대한 견제 움직임이라 할 수 있다. 기시다 총리는 「정책 연설」에서 힘에 의한 일방적인 현상변경과 경제적 위압을 하지 않는 것이 신뢰 가능한 경제 관계를 구축하는데 필수 불가결한 조건이라고 발언했다. 현재 일본은 프랑스, 인도와 함께 스리랑카의 채무 재편을 위한 채권국 회의의 공동 의장을 맡으며 중국의 채무 함정 문제를 공론화하고 있다.

#### 나). 두 번째 축: 인도-태평양 방식의 과제 대처
두 번째 축인 ‘인도-태평양 방식의 과제 대처’란 기후·환경, 국제보건, 사이버 공간 등의 국제 공공재 문제에 대한 협력을 확충하여 각국 사회의 강인성 및 지속 가능성을 강화하는 것이다. 기후변화 분야에서 탈탄소와 경제 성장을 양립하기 위한 ‘아시아 제로 배출 공동체’ 구상을 추진하고, 도서국의 재생 에너지 도입을 위한 ODA 협력 등을 주창했다. 식량안전보장에 관해 ▲전 세계 빈곤국 대상 긴급 식량지원을 강화하고, ▲ ASAEN 지역에 대한 긴급 쌀 유통 플랫폼을 유지 및 강화하겠다는 방침을 제시했다. 국제보건의 과제로 유니버설 헬스 커버리지(Universal Health Coverage)를 달성하기 위한 협력과 ASEAN 감염증 대책 센터 설립 지원을 지적했다. 또한 재해 재난의 예방 및 회복을 통해 강인한 사회를 구축할 수 있도록 일본의 기술과 능력을 지원하겠다고 표명했다. 사이버 공간에서 가짜 정보의 확산을 방지하기 위한 역내 회의 개최 계획을 밝혔다. 
『새로운 계획』은 국제 공공재 문제를 FOIP 협력의 새로운 역점으로 두고 있고, 일본의 기존 인도-태평양 구상은 세 개의 대응축으로 이루어져 있었으나, 이번 계획에서 국제 공공재 문제가 새롭게 추가되었다. 
『새로운 계획』이 국제 공공재 문제를 대응축의 하나로 추가한 이유는 글로벌 사우스를 FOIP에 포섭하기 위해서이며, 글로벌 사우스에 속하는 많은 개발 도상국들은 개발금융, 식량안전보장, 기후변동, 에너지 문제 등의 과제에 직면하고 있고, 이에 대한 자신들의 목소리를 높이고 있다. 이에 대해 기시다 총리는 올해 1월 미국 존스홉킨스 대학에서의 연설에서 “국제 사회에서 중요한 위치를 차지하는 글로벌 사우스로부터 외면당한다면 우리는 소수가 될 것이며, 수많은 정책 과제를 해결하기 어려울 것”이라고 주장한다. 
기시다 총리의 주장은 글로벌 사우스에서 중국의 영향력이 증대되고 있다는 인식의 표명이기도 하다. 일본을 비롯한 서방의 선진국들이 국제 공공재의 문제에서 글로벌 사우스가 매력적 으로 받아들일 수 있는 대안을 제시하지 못하면서 중국의 영향력이 커지고 있다는 것이다. 
위와 같은 인식에 따라 글로벌 사우스의 맹주 역할을 지향하는 인도와의 협력이 최근 일본 외교에서 중요 과제로 떠오르고 있으며, 올해 1월 인도는 ‘글로벌 사우스의 목소리 정상회담’을 개최하는 등 글로벌 사우스의 대변인 역할을 추구하고 있다. 인도의 모디 총리는 동 정상회담에서 “코로나 19, 테러, 기후변동 등의 문제는 글로벌 사우스가 일으킨 것이 아닌데, 우리들이 피해를 보고 있다”며 글로벌 사우스가 글로벌 거버넌스의 변화를 이끌어야 한다고 역설했다. 
이 같은 인도의 입장을 고려하여, 3월 20일에 개최된 일본과 인도의 정상회담에서는 개발금융, 식량안전보장, 기후변동, 에너지 문제 등이 중요 의제로 올랐다. 이 같은 일본 외교의 흐름을 반영하여 『새로운 계획』은 인도를 중요한 파트너 국가로 간주하고 있고, 기시다 총리는 「정책 연설」에서 “일본과 인도는 법의 지배에 입각한 FOIP을 유지, 강화하는데 큰 책임을 지고 있다”고 주장했다. 또한 올해 G7 정상회의를 개최한 일본에게 같은 해 G20 정상회의를 개최하는 인도와의 협력은 두 정상회의 간의 연계 측면에서도 중요 현안이었다.

#### 다). 세 번째 축: 다층적 연결성
『새로운 계획』은 ‘다층적 연결성’에 대해 지역 전체가 활력 있는 성장을 실현하기 위해 각국이 정부·민간·디지털 등 다양한 방면에 걸쳐 연계함으로써 선택지를 늘리고 취약성을 극복하는 것이라 정의하고 있다. 『새로운 계획』은 다층적 연결성의 주요 지역으로 동남아시아, 남아시아·태평양 도서지역을 거론함. 또한 차세대, 연구자, 기업가 및 투자자 간의 인적 교류와 디지털 차원의 연결성 강화도 의제로 넣고 있다. 다층적 연결성에 담긴 전략적 의도는 역내 다양한 행위자 및 공간 상의 상호 연계를 통해 중국의 영향력을 완화하는 것이다. 기시다 총리는 3월 20일의 「정책 연설」에서 “하나의 국가에만 의존하는 연계 방식은 정치적 취약성의 온상이 된다”며, “연계하는 것으로 각국의 선택지가 늘어나고 취약성을 극복하여 모두에게 이익이 되는 형태로 경제가 성장하도록 하겠다”고 주장했다.

#### 라). 네 번째 축: '바다'에서 '하늘'로 확대되는 안전보장, 안전이용의 대응
『새로운 계획』의 네 번째 축은 해양과 하늘을 포함한 ‘공익’ 전체의 안전 및 안정을 확보하는 것이다. ‘바다에서의 법의 지배 3원칙’을 재확인하고 3) 순시선·기재공여, 해상운송 인프라 지원 등의 해상법 집행 능력 강화를 의제로 삼고 있다. 또한 해양안전보장의 강화 대책으로 ▲각국 방위당국의 능력구축지원, ▲공동훈련 및 법적 기반 정비, ▲유사국의 군에 대한 자금협력, ▲해양의 상황 및 정보 능력 강화 지원을 들고 있다. 이어서 ‘하늘’의 안전한 이용을 위해 ▲상공에 대한 각국의 파악 능력을 향상시키고, ▲환경 분야 대책, 드론 등의 신기술에 관한 협력도 의제로 담고 있다. 
해양안전보장 부분에서 유사국의 군에 대한 자금협력이 언급되어 있는데, 신설된 정부안전보장능력강화지원(Official Security Assistance, 이하 OSA) 은 그간의 정부 개발원조와는 다르게 군사 분야에 특화한 원조라는 점에서 주목을 요한다. 작년 12월에 개정된 일본의 『국가안보전략』은 “유사국과 안보상의 협력을 심화 하기 위해 개발도상국의 경제사회개발 등을 목적으로 하는 ODA와는 별개로 유사국의 안보상의 능력·억지력 향상을 목적으로 유사국에게 장비품·물자를 제공하고 인프라 정비에 협력하여 군 등이 수혜자가 되도록 새로운 협력의 틀을 마련하겠다”고 밝혔다. 이에 따라 올해 4월 5일 일본 정부는 ODA와는 별개로 우호국 및 유사국의 군을 상대로 방위장비품의 제공, 인프라 정비 등의 군사관련지원을 집행하는 무상자금 협력을 창설했다. 무상자금협력이라는 점에서 지원 대상국은 개발 도상국을 원칙으로 한다. 
OSA를 결정하는데, 상대 국가가 보편적 가치를 수용하고 있는지 여부 또한 중요한 판단 기준으로 내걸고 있다. 지원 대상국에 민주주의가 정착되었는지, 법의 지배 및 기본적 인권이 존중되고 있는 지에 대해 고려한다는 것이며, 보편적 가치의 수용 여부는 유사국을 판별하는 기준이기도 하지만, OSA의 경우 지원 대상인 개발 도상국의 정치사회적 안정도를 판단하는 기준이기도 하다. 즉, 지원 대상국이 정치적 불안정에 빠지면서 군과 연관된 정변 등에 OSA의 지원 물자가 악용되지 않도록 주의하려는 의도가 들어가 있다. 현재 필리핀, 말레이시아, 방글라데시, 피지가 지원 대상국으로 선정되었으며, 총 20억 엔 수준의 규모이다. 
OSA는 방위장비이전 3원칙 및 운영지침의 틀에서 실시되며, 방위장비이전 3원칙에 따르면, ▲국제분쟁의 당사국과 안보리 결의 위반 국가에 대한 이전은 금지되며, ▲이전은 평화공헌·국제협력 및 일본의 안보에 기여하는 경우로 한정하며, ▲목적 외 사용 및 제3국 이전은 일본의 사전 동의가 필요하게 되어 있다. 또한 운영지침에는 방위장비의 이전 사례로 ▲미국을 비롯한 안보협력 국가와의 공동개발 및 생산, ▲구조·운송·경계·감시·소해의 케이스를 제시하고 있다. 현재 일본은 영국, 이탈리아와 전투기 공동개발에 임하고 있는 바, 운영지침의 전자 부분은 개발 도상국을 상대로 하는 OSA에 해당이 되지 않는다. 종합하자면 OSA는 평화공헌·국제협력 및 일본의 안보에 기여한다는 목적 아래 개발 도상국의 동지국에 대해 구조·운송·경계·감시·소해 관련 장비품 및 물자를 제공하고, 인프라 정비를 지원하는 것이라 할 수 있다. 
현재 자민당과 공명당 간에 방위장비이전 3원칙의 완화 움직임이 있어 OSA의 가능 범위가 확대될 수 있다. 자민당은 구조·운송·경계·감시·소해의 다섯 가지 사례를 폐지하고 살상무기도 이전 가능하도록 해야 한다고 주장하는 반면, 공명당의 입장은 다섯 가지 사례에 지뢰 제거 및 교육 훈련의 사례를 추가하는 정도에 그쳐야 한다는 것이다. 현재 양당 간의 협의는 논점을 정리한 수준이며, 추후 다시 협의가 재개될 예정이다.

### 3. FOIP 협력을 추진하기 위한 어프로치
『새로운 계획』은 ODA의 전략적 활용을 추진하고 다양한 방식으로 ODA를 확충 하겠다고 했다. 이에 따라 개발협력대강을 개정할 방침을 밝혔고, 올해 6월 9일 대강이 개정되었다. 
이와 관련 ‘오퍼(offer)형’ ODA 협력이 신설되었다. 그간 일본의 ODA는 지원 대상국의 요청을 받아 움직이는 요청주의가 원칙이었다. 반면에 ‘제안형’ ODA는 일본의 강점을 살려 상대국에게 매력적인 ODA 협력을 제안한다는 개발협력의 틀이라 할 수 있다. 
오퍼형 ODA 협력은 일본 정부의 FOIP 전략에 따라 ODA를 실행함으로써, 특정 지역에 대한 관여를 지속하고, 지원 지역이 과도하게 중국에 의존하는 상황을 방지하겠다는 의도가 담겨있다. 또한 중국의 일대일로에 대해 원조액에서는 일본이 동등하게 경쟁하기 어려운 바, 오퍼형 ODA는 질적인 측면에서 대중 비교우위를 확보하려 한다. 
이와 함께 ODA에 ‘민간자금동원형’의 무상자금협력을 새롭게 도입했고, 『새로운 계획』은 ▲개발 도상국 진출을 노리는 일본의 스타트업 기업에 대해 지원하고, ▲피원조국의 경제사회적 과제를 해결하기 위한 무상자금협력과 기술 협력의 ODA를 제공하겠다고 밝혔다. 민간의 지혜와 투자를 활용하여 관민이 연동하는 형태로 개발 도상국의 경제사회적 과제 해결에 적극 임하겠다는 것이다. 
민간자금동원형의 ODA는 ODA 관련 정부 예산 삭감에 대한 대응이기도 하다. 일본의 ODA 예산은 1997년도 1조 1687억 엔을 정점으로 찍은 이후 점차 감소 되어 2023년도는 5709억 엔으로 줄어들었다. ODA 예산의 감소 경향 속에 민간 기업의 자금과 아이디어를 ODA 정책의 활로로 삼겠다는 것이다. 이와 동시에 개발 도상국의 성장 가능성을 일본 기업의 수익으로 이어가겠다는 발상도 존재한다.

## 같이 보기
- 인도-태평양
- 미국 인도-태평양 사령부
- 일대일로

## 참고문헌
- 김열수, '미중 패권 경쟁하 한반도 안보 -미국의 인도 태평양 전략을 중심으로-', 통권 제 30호, 한국군사문제연구원
- 김재엽, ‘인도-태평양’ 구상 : 배경과 현황, 그리고 함의, 2018년, 국가안보전략연구원, 통권 72호 4판
- 임경한, '중국의 일대일로 전략과 미국의 인도-태평양 전략 경쟁 하 주변국의 대응전략' 4판, 동아시아국제정치학회
- 우정엽, '미중 패권 경쟁하 한반도 안보 -미국의 인도 태평양 전략을 중심으로-', 통권 제 30호, 한국군사문제연구원
- 'Indo-Pacific Strategy of the United States', The White House WASHINGTON, 2022년 2월
- '자유, 평화, 번영의 인도-태평양 전략', 대한민국정부, 2022년 12월 28일